# Rhizophysidae
Famille
Les Rhizophysidae constituent une famille de siphonophores (hydrozoaires coloniaux pélagiques).

## Liste des genres
Selon World Register of Marine Species (13 avril 2016), la famille Rhizophysidae comprend les genres suivants :
- genre Bathyphysa Studer, 1878
- genre Rhizophysa Péron & Lesueur, 1807